# Rhinogobius ponkouensis
Rhinogobius ponkouensis és una espècie de peix de la família dels gòbids i de l'ordre dels perciformes.

## Morfologia
- Els mascles poden assolir 3 cm de longitud total.
- Nombre de vèrtebres: 28.[4]

## Hàbitat
És un peix d'aigua dolça, de clima tropical i demersal.

## Distribució geogràfica
Es troba a Àsia: conca del riu Hanjiang (Fujian, la Xina).

## Observacions
És inofensiu per als humans.